# Grampians Trophy
Il Grampians Trophy è stato un torneo professionistico di tennis giocato sul cemento di Melbourne Park di Melbourne in Australia. 
Ha fatto parte della categoria WTA 500.
La prima ed unica edizione del torneo si è svolta dal 3 al 7 febbraio 2021: a causa di un ritardo nella programmazione la finale non è stata disputata ed entrambe le finaliste, ovvero Anett Kontaveit e Ann Li, hanno ricevuto il trofeo e il premio in denaro dedicato.

## Albo d'oro

### Singolare
| Anno | Campionessa | Finalista              | Punteggio     |
| ---- | ----------- | ---------------------- | ------------- |
| 2021 |             | Anett Kontaveit Ann Li | Non disputata |